# (4485) Radonezhskij
(4485) Radonezhskij ist ein Hauptgürtelasteroid, der am 27. August 1987 von Nikolai Stepanowitsch Tschernych am Krim-Observatorium entdeckt wurde.
Der Asteroid wurde nach dem heiligen Sergius von Radonesch benannt.